# Peter Whittle
Peter Robin Whittle (6 januari 1961) is een veelzijdige Britse persoonlijkheid. Hij heeft zich ingezet als politicus, auteur, journalist en presentator. Van 2016 tot 2021 was hij lid van de London Assembly en diende hij als plaatsvervangend leider van de UK Independence Party (UKIP) in 2016. Whittle is tevens de oprichter en directeur van de denktank New Culture Forum. Daarnaast leidt hij het programma genaamd "So What You're Saying Is...", een wekelijkse interviewshow op YouTube die zich richt op culturele en politieke onderwerpen.
Na een uitgebreide carrière in zowel het Verenigd Koninkrijk als de Verenigde Staten, heeft Whittle in 2006 het New Culture Forum opgericht. Vervolgens sloot hij zich aan bij de UK Independence Party (UKIP) en stelde hij zich kandidaat voor de burgemeestersverkiezingen van Londen in 2016, wat samenviel met zijn verkiezing in de London Assembly.
In januari 2018 trad Whittle af als leider van de London Assembly van de UKIP, vanwege het aanblijven van Henry Bolton na een motie van wantrouwen van het Nationaal Uitvoerend Comité van de UKIP. Hij nam vervolgens afstand van zijn lidmaatschap van de UKIP in december 2018 als protest tegen het leiderschap van Gerard Batten. Daarna nam hij de rol op zich als leider van de nieuwe Brexit Alliance in de London Assembly en werd hij voorzitter van het auditpanel van de Assembly.

## Jeugd
Peter Robin Whittle kwam ter wereld in het General Lying-in Hospital in Waterloo, Londen. In de vroege jaren van zijn leven verhuisde zijn familie van Peckham naar Shooter's Hill, in het zuidoosten van Londen. Whittle doorliep zijn onderwijs aan de John Roan School, vervolgde zijn studie aan Orpington College, en behaalde uiteindelijk een BA in geschiedenis en politiek aan de Universiteit van Kent.

## Carrière

### Televisie en kranten
Tussen 1991 en 2003 bekleedde Whittle functies als tv-producent en regisseur van kunst- en informatieve programma's voor diverse televisiezenders in het Verenigd Koninkrijk, waaronder ITV, Channel 4 en Channel 5. Dit omvatte een aanzienlijke periode bij de langlopende kunstserie 'The South Bank Show', evenals werk voor het USA Network en de Fox Broadcasting Company in de Verenigde Staten.
In zijn rol als journalist was hij actief als kunst- en filmrecensent voor zowel nationale als internationale publicaties, waaronder The Times, The Sunday Times en de Los Angeles Times. Daarnaast schreef hij als columnist voor het tijdschrift Standpoint onder de rubriek "Whittle's London". Vanaf de vroege jaren 2000 begon Whittle regelmatig bij te dragen als cultureel commentator en criticus aan BBC Two's 'Newsnight Review' (later bekend als 'The Review Show'). Hij was ook te zien in verschillende uitzendingen op BBC One, zoals 'Question Time' en 'The Andrew Marr Show', en op BBC Radio 4, met programma's als 'Begin de week', 'Heeft u vragen?' en 'The Moral Maze'.

### New Culture Forum
In 2006 richtte Peter Whittle het New Culture Forum (NCF) op, een denktank met als missie "de culturele orthodoxieën die de media, academische wereld, onderwijs en de bredere Britse cultuur domineren, uit te dagen." Het NCF organiseert evenementen met vooraanstaande sprekers, waaronder de jaarlijkse keynote Smith Lecture, waarbij bekende figuren zoals Martin Amis, Vivienne Westwood, Jeremy Hunt, Michael Gove, Nigel Farage, Justin Webb, Anthony Seldon, Petroc Trelawny, Ed Vaizey, Melanie Phillips, Brendan O' Neill en Owen Jones hebben deelgenomen.
Het New Culture Forum heeft ook getalenteerde schrijvers zoals Douglas Murray, Julie Bindel, Ed West en Dennis Sewell aangetrokken om bij te dragen aan hun publicaties. In 2019 lanceerde Whittle het New Culture Forum-kanaal op YouTube, dat zich richt op het herstellen van wat hij ziet als een gebrek aan evenwicht in de reguliere media. Dit kanaal is uitgegroeid tot een van de meest populaire conservatieve/rechtse kanalen in Groot-Brittannië.
Het NCF-kanaal biedt momenteel drie verschillende programma's: "So What You're Saying Is...", gehost door Whittle zelf, is het belangrijkste interview-programma dat zijn naam ontleent aan een opmerkelijk interview met de Canadese psycholoog Jordan Peterson, waarin Cathy Newman van Channel 4 News herhaaldelijk de zin uitsprak. Dit programma behandelt relevante culturele, sociale en politieke onderwerpen en bevat diepgaande discussies met experts en invloedrijke personen.
Daarnaast lanceerde Whittle "NCF CounterCulture", een wekelijkse discussieshow over culturele en sociaal-politieke kwesties. Dit programma wordt gehost door Whittle en heeft een panel van experts en gasten, waaronder Lionel Shriver, Claire Fox, James Delingpole, Charles Moore en Andrew Klavan.
Het derde programma op het NCF-kanaal is "NCF Newspeak", dat individuen de mogelijkheid biedt om rechtstreeks voor de camera te spreken over relevante onderwerpen naar keuze. Dit programma moedigt persoonlijke betrokkenheid en meningsuiting aan.

### Politiek

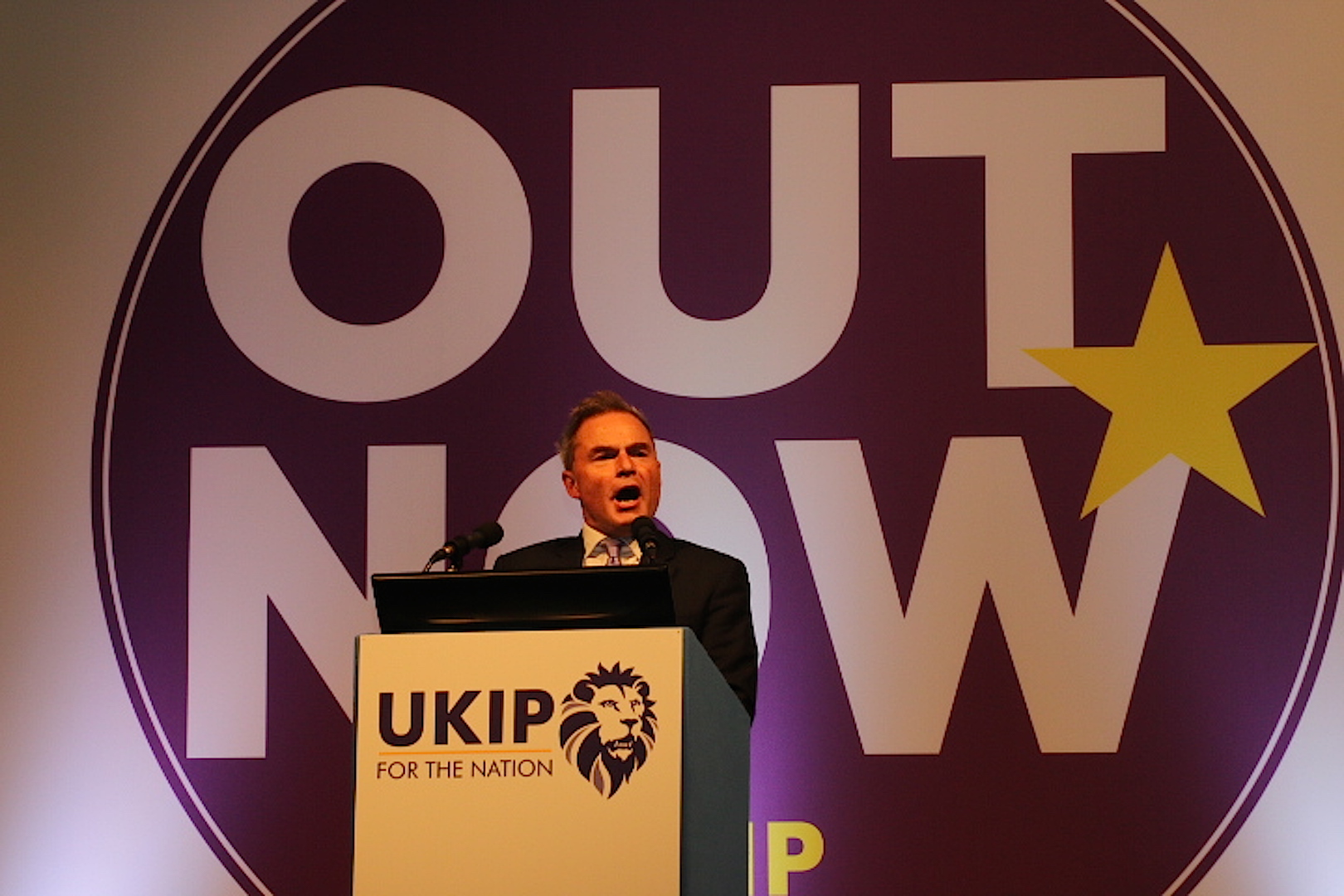
Peter Whittle (2017)

Bij de lokale verkiezingen van 2006 in Greenwich deed Whittle zonder succes een gooi naar het Blackheath Westcombe-kiesdistrict namens de Conservative Party. In 2013 werd Whittle benoemd tot cultureel woordvoerder van UKIP. Bij de algemene verkiezingen van 2015 stelde hij zich kandidaat in Eltham en behaalde hij de derde plaats met 15% van de stemmen, een percentage hoger dan zowel de Liberal Democrats als de Green Party. In september 2015 werd Whittle gekozen als de UKIP-kandidaat voor het burgemeesterschap van Londen en stond hij bovenaan de partijlijst voor de verkiezingen van de London Assembly. Vervolgens werd hij in mei 2016 verkozen tot lid van de London Assembly.
Op 12 oktober 2016 maakte Whittle bekend dat hij van plan was om zich kandidaat te stellen voor het leiderschap van UKIP tijdens de verkiezingen die waren uitgeschreven na het plotselinge vertrek van Diane James na slechts 18 dagen. Echter, na overweging besloot hij om in plaats daarvan te strijden voor de positie van plaatsvervangend leider, en hij slaagde met succes in deze poging. Op 28 november 2016 werd aangekondigd dat Whittle de nieuwe plaatsvervangend leider van UKIP was, ter vervanging van Paul Nuttall, en later werd hij opnieuw verkozen als partijleider.
Na de verkiezing van Henry Bolton tot leider van UKIP in oktober 2017, stapte Whittle uit de rol van plaatsvervangend leider en werd hij aangesteld als UKIP-woordvoerder voor Londense zaken (de leider van de partij in de London Assembly). Op 22 januari 2018 trad hij af als woordvoerder van Londen, vanwege Boltons weigering om af te treden na een motie van wantrouwen in zijn leiderschap door het National Executive Committee van UKIP.
In december 2018 nam Whittle ontslag bij UKIP uit protest tegen het leiderschap van Gerard Batten. Vervolgens werd hij een onafhankelijk lid van de London Assembly en leidde hij de Brexit Alliance-groep van de Assembly. Hij diende ook als voorzitter van het auditpanel van de London Assembly en als lid van de politie- en misdaadcommissie, de toezichtcommissie van de Greater London Authority (GLA) en bevestigingscommissie hoorzittingen. De Brexit Alliance was een GLA-groepering van onafhankelijken en geen geregistreerde politieke partij, bestaande uit Whittle en David Kurten, die tot januari 2020 lid bleef van UKIP.

## Privéleven
Voorheen was Whittle gevestigd in Zuidoost-Londen. Hij is openlijk homoseksueel en was de enige lgbt-kandidaat die door een van de partijen werd gekozen voor de burgemeestersverkiezingen van 2016 in Londen. Vanaf 2022 woont hij in Windsor, Berkshire

## Publicaties
- Kijk naar mij: het zelf vieren in het moderne Groot-Brittannië, Londen: 2008 (1e edn), 2018 (2e edn).
- Private Views: stemmen uit de frontlinie van de Britse cultuur, Londen: 2009.
- A Sorry State: zelfdenigratie in de Britse cultuur, Londen: 2010.
- Monarchie is belangrijk, Londen: 2011.
- Brits zijn: wat is er mis mee?, Londen: 2012.
- Reel Life: Peter Whittle in de bioscoop, Londen: 2014.

- Gemeinsame Normdatei: 105444045X
- International Standard Name Identifier: 0000 0001 0787 2889
- Library of Congress Control Number: no2009174987
- MusicBrainz: b474f6d2-756a-4cd9-8ce9-0704573be85b
- Système universitaire de documentation: 19616740X
- Virtual International Authority File: 102990377
- WorldCat: E39PBJcc8Ch6VdRCYWQWqYGWDq